# Georg von Hegnenberg

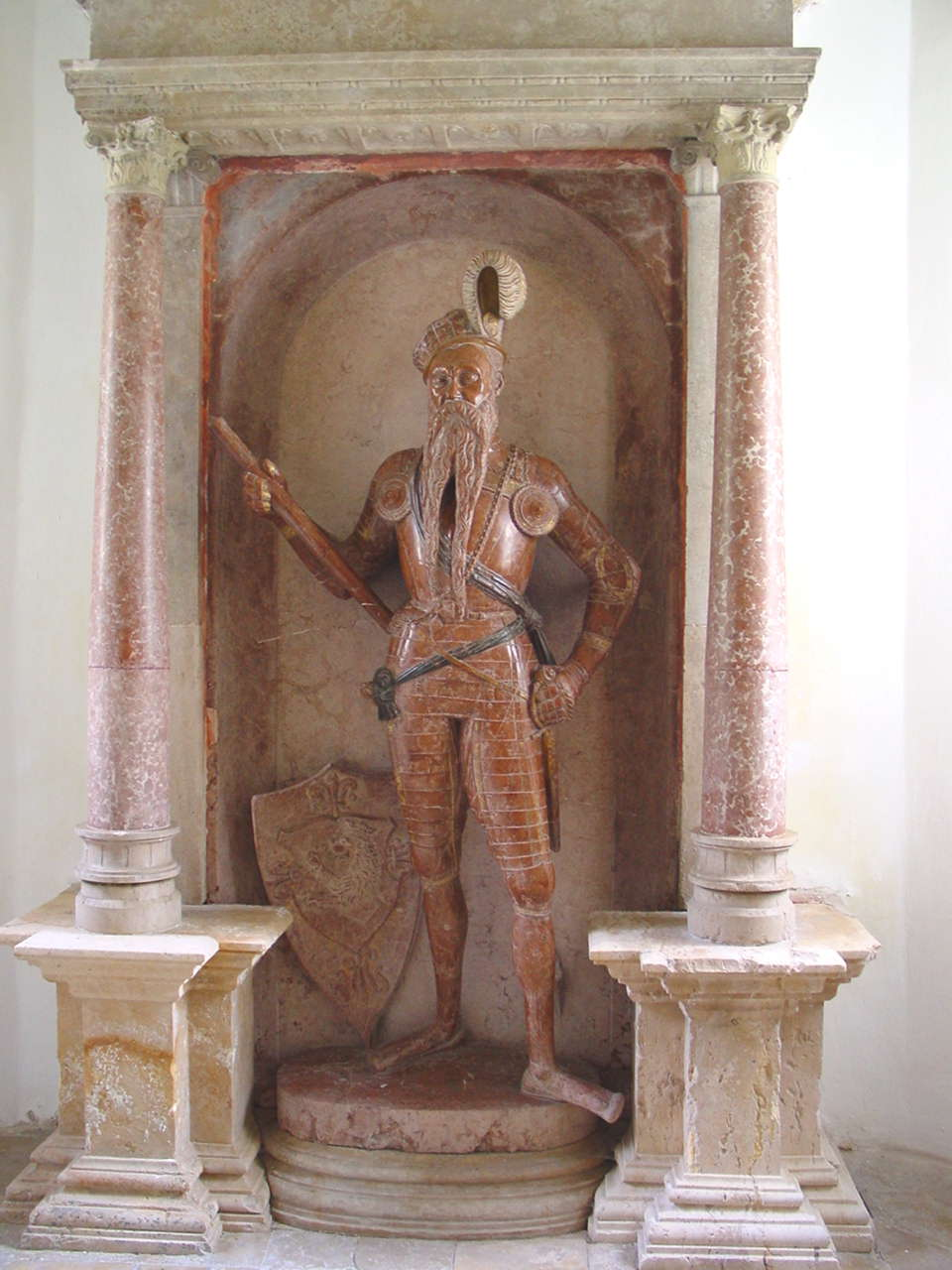
Grabdenkmal von Georg von Hegnenberg-Dux in der Schlosskapelle Hofhegnenberg

Georg von Hegnenberg (* um 1509; † 1589 oder 1596 in Ingolstadt) war ein deutscher Ritter. Er ist der Stammvater des bayerischen Adelsgeschlechts Hegnenberg-Dux, das 1654 in den Freiherren- und später in den Grafenstand erhoben wurde und 1902 im Mannesstamm erlosch.

## Leben
Georg ist als nichtehelicher Sohn des bayerischen Herzogs Wilhelm IV. und Margarethe Hausner von Stettberg ca. 1509 (nach anderen Quellen 1511) geboren. Georg kam als Page an den Hof Kaiser Karl V. und wuchs in unmittelbarer Umgebung des Kaisers auf. Schon bei der Schlacht bei Pavia (1525) bewies der 15-jährige „feurige Jüngling Georg“ seinen Mut, erkannte König Franz I. von Frankreich an seinem Armband und half bei dessen Gefangennahme mit. Zur Erinnerung an die siegreiche Schlacht von Pavia durfte Georg nun ein Wappen führen, auf dem sowohl der mit einem Fürstenhut bekrönte Löwenrumpf (geminderter wittelsbachischer Pfälzer Löwe) als auch vier Bourbonenlilien an seine militärische Bewährungsprobe erinnern sollen. Er nannte sich nun Ritter Georg Dux (lateinisch „Dux“ (deutsch „Herzog“) verweist auf seine herzogliche Abstammung).

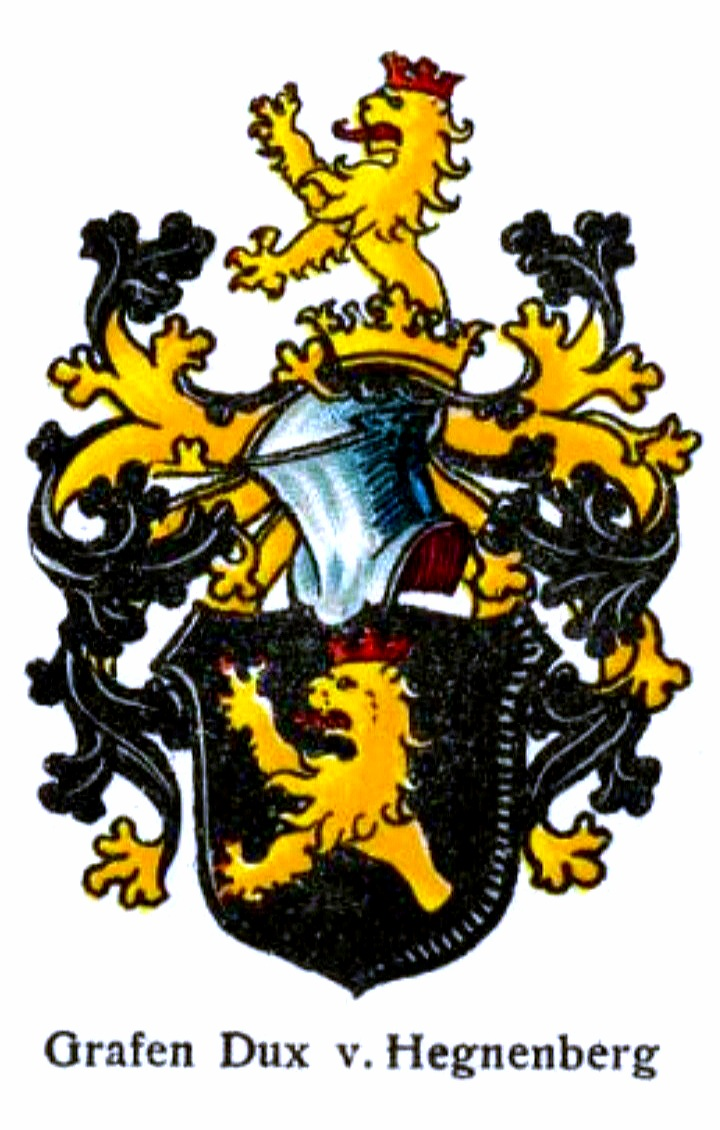
Der halbe pfalzgräfliche Löwe der Wittelsbacher diente dem später gräflichen Geschlecht als Stammwappen

1535 startete Kaiser Karl V. mit 30.000 Mann zu einem Feldzug nach Afrika, um die Festung Goletta (La Goulette) und die Stadt Tunis zurückzuerobern. Als Dank für die geleisteten Dienste im Tunisfeldzug, bei dem 20.000 christliche Sklaven aus den Händen des osmanischen Paschas Khair ad-Din Barbarossa (der Statthalter Sultan von Süleyman I. dem Prächtigen) befreit worden waren, schenkte ihm Karl V. eine Medaille mit dem Burgunderkreuz und der Umschrift BARBARIA (Berberei), was er seinem Wappen hinzufügen durfte. Dieses Kleinod wurde später als „Orden des Burgundischen Kreuzes“ interpretiert.
Vor Beginn des vierten Krieges, den Karl V. gegen Franz I. von Frankreich führte, bat Georg von Hegnenberg-Dux um die Entlassung aus kaiserlichen Diensten. Nach Bayern zurückgekehrt, verlobte sich Georg 1542 mit der Hofdame Wandula von Paulsdorf. Die Hochzeit fand zwei Jahre später im Beisein des Bayernherzogs statt. 1542 belehnte Herzog Wilhelm IV. seinen nichtehelichen Sohn Georg mit dem Schloss Hofhegnenberg und der Hofmark Hofhegnenberg bei der heutigen Gemeinde Althegnenberg. Dieser nannte sich nun nach diesem Besitz Georg von Hegnenberg, genannt Dux. Seine Nachkommen führten die Namen von Hegnenberg, genannt Dux oder von Hegnenberg-Dux.
Als der Kaiser 1546 gegen den Schmalkaldischen Bund in den Krieg zog ernannte der Kaiser fünf Heerführer, einer davon war Georg von Hegnenberg-Dux. Bei der siegreichen Schlacht bei Mühlberg an der Elbe (1547) kommandierte der Hegnenberger ein Regiment. Im gleichen Jahr ernannte der Bayernherzog den kaiserlichen Kriegsoberst Georg von Hegnenberg-Dux zum Statthalter der am besten ausgebauten Festung Ingolstadt. Damit hatte dieser die „vorzüglichste Militär- und Ehrenstelle in Bayern“ inne. Später war er auch Pfleger in Abensberg. Als Altersruhesitz erwarb er das Schloss Dolling bei Ingolstadt.
1554 wurde Georg von Hegnenberg-Dux zum „Goldritter“ geschlagen, bekam dafür eine kaiserliche Urkunde und am 26. September 1562 von Kaiser Ferdinand I. einen Wappenbrief.
1557 konnte Georg das neugebaute Renaissance-Schloss in Hofhegnenberg fertigstellen und beziehen. 1575 bestätigte ihn der neue Bayernherzog Albrecht V. – sein Halbbruder – nicht nur als Statthalter von Ingolstadt, sondern belehnte ihn auch für seine männlichen Nachkommen für immer mit der Hofmark Hofhegnenberg.
Ritter Georg von Hegnenberg-Dux ist 1589 (nach anderen Quellen 1596) in der Festung Ingolstadt gestorben. Er wurde in der St. Anna-Kapelle im Franziskanerkloster in München beigesetzt. Als 1802/03 das Franziskanerkloster im Zuge der Säkularisation abgebrochen wurde, verbrachte man das wertvolle Grabdenkmal in die Schlosskapelle Hofhegnenberg (an der Stelle des ehemaligen Franziskanerklosters befindet sich heute der Max-Joseph-Platz und das Nationaltheater).

## Epitaph
Die künstlerisch hochwertige Rotmarmor-Freifigur zeigt Georg von Hegnenberg-Dux mit dem zweigeteilten langen, über den Gürtel reichenden Bart, den Insignien eines „Goldritters“, seinem Wappen und in voller Rüstung.

## Familie
Die erste Ehe mit Wandula von Paulsdorf blieb kinderlos.
Nach ihrem Tod heiratete Georg von Hegnenberg-Dux 1551 die Augsburgerin Sibylla Langenmantel vom Sparren († 1592), Tochter des Joachim Langenmantel und der Veronika geb. Welser, sowie Urenkelin des Ritters Johann IX. Langenmantel vom Sparren. Mit ihr hatte er 7 überlebende Kinder:
- Hanns Friedrich, Kanoniker in Regensburg
- Johann Ludwig, Franziskaner in Augsburg
- Maria Salome ⚭ Johann Wolf von Weichs
- Maria Jakobe, Äbtissin zu Schönfeld
- Johann Georg
- Johann Wilhelm ⚭ N.N. von Ortenburg
- Johann Albrecht († 1623), Pfleger des Hochstifts Eichstätt in Mörnsheim ⚭ N.N. Stain zu Jettingen

Einer der Nachfahren war der bayerische Staatsminister des Äußeren und Vorsitzender im Ministerrat Friedrich von Hegnenberg-Dux.